# The New Saints FC
The New Saints FC este o echipă de fotbal din Oswestry, Țara Galilor.

## Jucători notabili
- Andy Mulliner
- Marc Lloyd-Williams
- Tony Henry
- Ken McKenna
- Simon Davies
- Steve Anthrobus
- Gary Brabin